# Palo Blanco, Axochiapan
Palo Blanco är en ort i Mexiko.   Den ligger i kommunen Axochiapan och delstaten Morelos, i den sydöstra delen av landet, 110 km söder om huvudstaden Mexico City. Palo Blanco ligger 1 009 meter över havet och antalet invånare är 213.
Terrängen runt Palo Blanco är platt åt nordost, men åt sydväst är den kuperad. Runt Palo Blanco är det ganska tätbefolkat, med 90 invånare per kvadratkilometer. Närmaste större samhälle är Axochiapan, 4,8 km nordväst om Palo Blanco. Omgivningarna runt Palo Blanco är en mosaik av jordbruksmark och naturlig växtlighet.